# Guidizzolo
Guidizzolo é uma comuna italiana da região da Lombardia, província de Mântua, com cerca de 5.176 habitantes. Estende-se por uma área de 22 km², tendo uma densidade populacional de 235 hab/km². Faz fronteira com Cavriana, Ceresara, Goito, Medole, Solferino.

## Demografia
| Variação demográfica do município entre 1861 e 2011                               |
|                                                                                   |
| Fonte: Istituto Nazionale di Statistica (ISTAT) - Elaboração gráfica da Wikipedia |